# Bulbophyllum piestobulbon
Bulbophyllum piestobulbon är en orkidéart som beskrevs av Rudolf Schlechter. Bulbophyllum piestobulbon ingår i släktet Bulbophyllum och familjen orkidéer. Inga underarter finns listade i Catalogue of Life.